# Having Fun with Elvis on Stage
Having Fun With Elvis On Stage é um álbum coletânea do músico estadunidense Elvis Presley, lançada em 1974.
Não há músicas neste álbum, somente papos de Elvis com a plateia entre uma canção e outra. Mesmo assim é muito raro e procurado pelos colecionadores, tanto que vendeu mais de um milhão de cópias só nos Estados Unidos.

## Faixas
- Side A – 18:06
- Side B – 19:00

## Críticas

### Negativas
No livro The Worst Rock and Roll Records of All Time, de Jimmy Guterman e Owen O'Donnell, este álbum aparece ranqueado na primeira posição. É considerado por muitos o pior álbum já lançado por um artista.. O site Allmusic fez a seguinte crítica ao álbum: "Alguns dizem que "Having Fun With Elvis On Stage" é completamente inaudível, mas na verdade é pior do que isso; ouvi-lo é como assistir a um acidente de carro em pleno carnaval, deixando os espectadores ao mesmo tempo muito horrorizado e perplexos."

### Positivas
O álbum alcançou a posição 130 da Billboard album charts, e a posição #9 da "Billboard Top Country Albums chart".